# Daniel Krištof
Daniel Krištof (* 28. února 1979) je český manažer a psycholog, od září 2023 generální ředitel Úřadu práce ČR.

## Život
V letech 1997 až 2002 vystudoval psychologii práce a organizace a klinickou psychologii na Filozofické fakultě Univerzity Karlovy v Praze (získal titul Mgr.). Na téže fakultě získal i doktorát (titul Ph.D.) v oboru psychologie práce organizace, a to v roce 2002. Prošel akreditovaným psychoterapeutickým výcvikem a výcvikem krizové intervence. 
Pracovní kariéru začínal v letech 2000 až 2003 jako trenér, psycholog a projektový manažer ve firmě Training and Consulting Center. Následně byl v letech 2003 až 2008 a opět 2012 až 2017 manažerem ve společnosti Deloitte Advisory, kde řídil transformace velkých společností. Působil také v top managementu významných společností, jako jsou Direct pojišťovna (2008 až 2012), Česká spořitelna (2017 až 2019) a ČEZ Prodej (2019 až 2023). Řídil ČEZ Akademii, která s pomocí předních českých odborníků pomáhala lidem šetřit energiemi. V letech 2022 až 2023 se navíc živil jako psycholog ve firmě SUBRA.
V roce 2023 se přihlásil do výběrového řízení na post generálního ředitele Úřadu práce ČR po odvolaném Viktoru Najmonovi. V konkurenci dalších pěti uchazečů a uchazeček zvítězil a ministr práce a sociálních věcí ČR Marian Jurečka jej do funkce jmenoval s účinností od 1. září 2023.